# Zatracený otec
Zatracený otec (originální francouzský název Mon père, il m'a sauvé la vie) je francouzské vězeňské drama z roku 2001, které režíroval José Giovanni na motivy vlastního románu. Jde o jeden z posledních Giovanniho filmů.
Název filmu v české distribuci je odlišný, jako překlad originálního francouzského názvu, který je „Otec, který mi zachránil život“.
Hlavní role ve filmu ztvárnili Bruno Cremer jako otec a Vincent Lecoeur jako jeho odsouzený syn.

## Děj
Poválečná Francie. Hráč pokru Joe žije v nešťastném manželství. Jeho žena ním pohrdá, protože není dost rázným člověkem. Joe raději zavře oči, jako by řešil problémy, které přináší život. Protože jeho ruka nebyla dost pevná, oba jeho synové se zapletou mezi gangstry z bandy Santose, bratra Joeově ženy. Ve hře je vydírání a také vraždy. Pak jsou oba synové zatčeni a dostávají se do vězení. Starší syn při rekonstrukci zločinu uteče, ale později umírá na útěku. Manu, mladší syn, je později odsouzen k trestu smrti pro vraždy, které ovšem nespáchal. Přestože jejich vzájemný vztah nikdy nebyl dobrý, Joe je úplně zdrcen a několik let, den co den, sedí v kavárně naproti vězení a trápí se. Když cítí, že termín popravy se pravděpodobně blíží, rozhodne se zkusit nemožné a dosáhnout pro svého syna milost. Manuho matka se také snaží synovi pomoct prostřednictvím vlivného advokáta, rodinného přítele, ale pokus nevypadá nadějně. Joe se po několika marných pokusech napokon vydává za rodinami zavražděných, aby získal souhlasy k prezidentské žádosti o milost. Manu je na základě toho skutečně omilostěn. I když je přesvědčen, že milost byla dosáhnuta díky jeho matce a skutečnou pravdu se možná nikdy nedozví, Joe je šťasten. Manu se později stává úspěšným spisovatelem a za několik let dosáhne dokonce rehabilitace.

## Obsazení
| Bruno Cremer    | Joe  |
| Vincent Lecoeur | Manu |
| Rufus           |      |
| Michelle Goddet |      |
| Nicolas Abraham |      |
| Maria Pitarresi |      |
| Eric Defosse    |      |
| Cédric Chevalme |      |
| Gabriel Briand  |      |
| Alexandre Fabre |      |
| Charlotte Kady  |      |
| François Perrot |      |
| Christian Auger |      |
| James Gerard    |      |